# Para Ler o Pato Donald
Para leer al Pato Donald (no Brasil: Para Ler o Pato Donald) de Ariel Dorfman e Armand Mattelart é um livro-chave da literatura política dos anos setenta. É um ensaio, ou um "manual de descolonização", como descrito pelos seus autores que analisaram a partir do ponto de vista marxista, os quadrinhos publicados pela Walt Disney no mercado latino-americano. Foi publicado pela primeira vez no Chile em 1971, tornando-se um best-seller em toda a América Latina[1] e ainda é considerado uma obra seminal nos estudos culturais. Em agosto de 2018, foi relançado para o público geral nos Estados Unidos, com uma nova introdução de Ariel Dorfman, pela editora OR Books.

## Resumo
A tese do livro é que os quadrinhos da Disney não são apenas um reflexo da ideologia dominante da época (o capitalismo), mas que seus autores também têm consciência disso e atuam como agentes ativos na disseminação dessa ideologia. Para tanto, os quadrinhos da Disney utilizam imagens do mundo cotidiano:
"Aqui está a invenção de Disney (produto de seu tempo), rejeitando o esquema grosseiro e explícito das tiras de aventura que surgiram na mesma época. O pano de fundo ideológico é, sem dúvida, o mesmo: mas Disney, ao não mostrar nenhuma força repressiva aberta, é muito mais perigoso. A divisão entre Bruce Wayne e Batman é a projeção da fantasia fora do mundo ordinário, para salvá-lo. Disney coloniza o mundo cotidiano, ao alcance do homem comum e seus problemas comuns, com o analgésico da imaginação infantil".

 — Ariel Dorfman e Armand Mattelart, Como Ler o Pato Donald, p. 148
Essa proximidade com a vida cotidiana é apenas aparente, pois o mundo mostrado nas HQs, segundo os autores, é baseado em conceitos ideológicos que resultam em um conjunto de regras naturais, levando à aceitação de ideias específicas sobre o capital, a relação entre países desenvolvidos e o Terceiro Mundo, os papéis de gênero, etc.
Como exemplo, o livro analisa a ausência de descendência entre os personagens. Todo mundo tem um tio ou sobrinho, todos são primos de alguém, mas ninguém tem pai ou filho. Essa realidade não-parental cria uma sociedade em níveis horizontais, onde não há uma ordem hierárquica exceto aquela imposta pela quantidade de dinheiro e riqueza que cada um possui. Nesses níveis, quase não existe solidariedade entre os pares, gerando um ambiente onde só resta a competição pura e simples.
Outros pontos analisados incluem: a necessidade absoluta de um golpe de sorte para ascensão social (independentemente de esforço ou inteligência), a incapacidade das tribos nativas de administrar sua própria riqueza, entre outros.
O Tio Patinhas é um dos principais alvos da crítica apresentada no livro. Para Dorfman e Mattelart, ele representa uma clara propaganda do capitalismo norte-americano, encarnando o ideal do self-made man, o homem que enriqueceu sozinho, por mérito próprio, mas cuja fortuna nunca é questionada em termos de origem ou impacto social. Sua imagem de velho avarento, acumulador de riquezas e dono absoluto de tudo ao seu redor simboliza, segundo os autores, a naturalização das desigualdades e da dominação econômica. Em vez de ser retratado como um explorador, Patinhas aparece como modelo de sucesso, enquanto os demais personagens orbitam ao seu redor em posições de subordinação ou dependência.

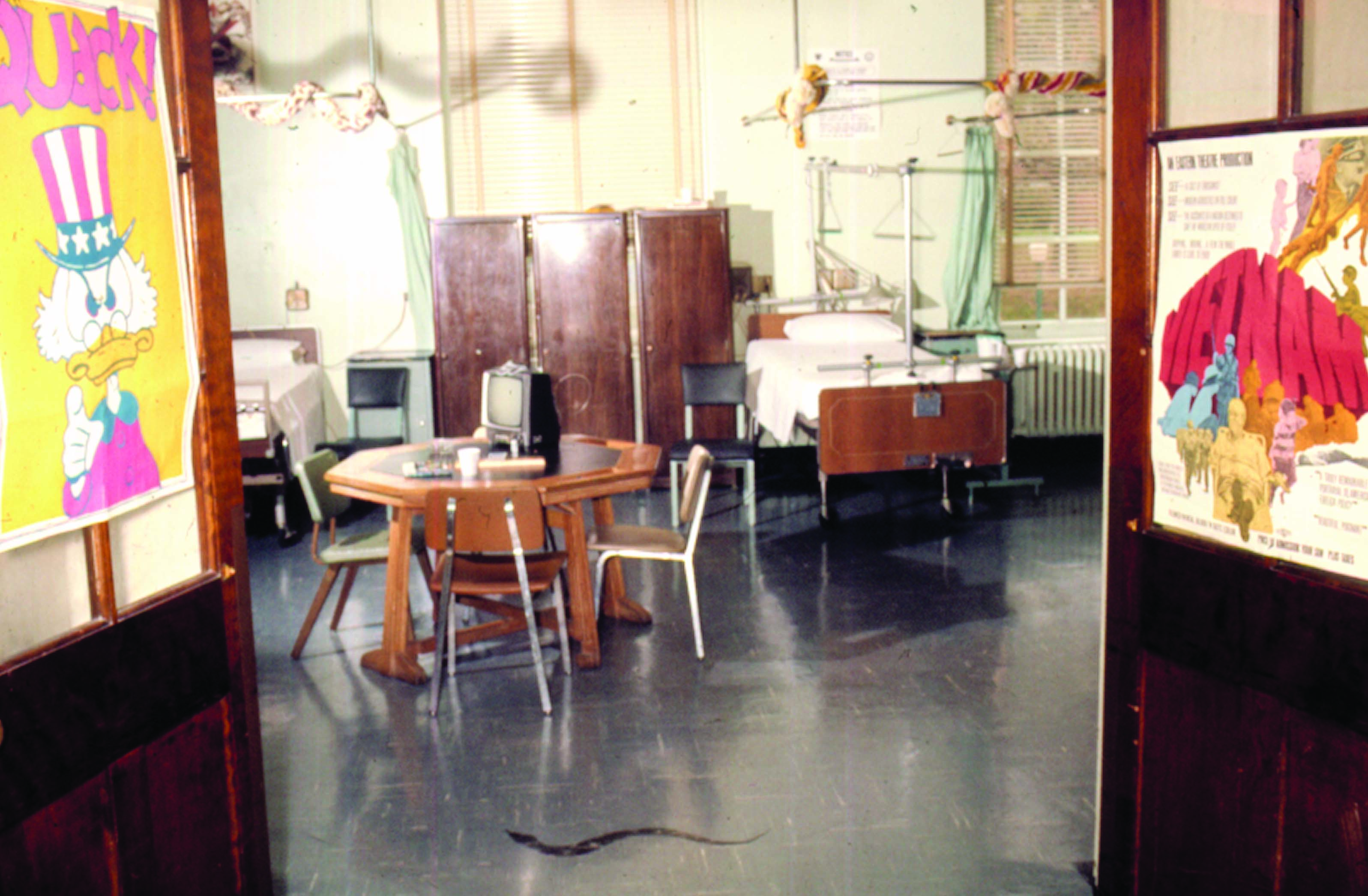
O Tio Patinhas é um dos alvos do livro, ele é visto como uma propaganda do capitalismo norte-americano

Segundo os autores, nunca se veem operários nas tramas, o Tio Patinhas tem apenas "funcionários", sem qualquer noção de classe trabalhadora, e fábricas praticamente não existem no cenário de Patópolis. Essa ausência reforça uma representação ideológica onde as relações de trabalho são ocultadas e substituídas por vínculos autoritários entre os personagens. Em muitas histórias, Donald cumpre sem questionar as ordens do Tio Patinhas, da mesma forma que exige obediência absoluta dos sobrinhos quando grita com eles.

## Histórico de publicação
Como Ler o Pato Donald foi escrito e publicado pela Ediciones Universitarias de Valparaíso, pertencente à Pontifícia Universidade Católica de Valparaíso, durante o breve florescimento do socialismo democrático sob o governo de Salvador Allende e sua coalizão Unidade Popular. O livro está intimamente ligado à política revolucionária da época.
Em 1973, um golpe de Estado, secretamente apoiado pelos Estados Unidos, instaurou a ditadura militar de Augusto Pinochet. Durante o regime de Pinochet, Como Ler o Pato Donald foi banido e alvo de queima de livros; seus autores foram forçados ao exílio.
Fora do Chile, o livro tornou-se o texto político mais amplamente impresso da América Latina por um período. Foi traduzido para o inglês, francês, alemão, português, holandês, italiano, grego, turco, sueco, finlandês, dinamarquês, japonês e coreano, e vendeu cerca de 700.000 cópias no total. Em 1993, já havia sido reimpresso 32 vezes pela editora Siglo Veintiuno Editores.  A edição brasileira, foi publicada em 1977  pela editora Paz e Terra teve tradução  prefácio de Álvaro de Moya, pesquisador de quadrinhos e que foi ilustrador de quadrinhos Disney.
Uma edição em capa dura, com nova introdução de Ariel Dorfman, foi publicada pela OR Books nos Estados Unidos em outubro de 2018. 

## Críticas
Thomas Andrae, biógrafo de Carl Barks (o principal roteirista dos quadrinhos do Pato Donald), criticou as afirmações de Dorfman e Mattelart de que a Disney controlava o trabalho de cada cartunista, sustentando que os cartunistas tinham mãos quase completamente livres ao contrário daqueles que trabalharam na animação. Ele escreve que os trabalhos de Barks incluem crítica social e referências até mesmo anti-capitalistas e anti-imperialistas.
David Kunzle, que traduziu o livro em inglês, falou com Carl Barks para sua introdução e chegou a uma conclusão similar. Ele acredita que Barks projetou sua própria experiência como um cartunista mal-pago nas histórias.